# Hop (telecommunicatie)
Binnen telecommunicatie kan de term hop (Engels voor sprong) de volgende betekenissen hebben:
Het overbruggen van een (fysieke) afstand tussen een zend- en ontvangststation:
1. De beweging van een radiogolf van het aardoppervlak naar de ionosfeer en terug. Het aantal hops geeft het aantal reflecties van de ionosfeer weer.
2. Een gelijkaardige beweging van een radiogolf, maar dan van een zendstation op het aardoppervlak naar een communicatiesatelliet en terug naar een ander station op het aardoppervlak.
3. De stap van één router naar een andere op het pad van een pakket op een IP-netwerk (te achterhalen met een ping of een traceroute commando).

Het verspringen van de frequentie in een spread spectrum communicatiesysteem:
1. Een specifieke frequentie die wordt uitgezonden voor de duur van elke relocatie van de draagfrequentie van een Frequency-hopping spread spectrum systeem.
2. Het verspringen van een gemoduleerde golflengte met een constante center frequentie zodat het frequency-hops.